# 루블린군

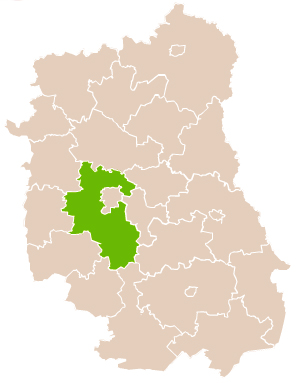
루블린주 지도에 표시된 루블린군의 위치

루블린군(폴란드어: powiat lubelski)은 폴란드 루블린주에 위치한 군으로 면적은 1,679.42km2, 인구는 154,760명(2019년 기준), 인구 밀도는 92명/km2이다. 군청 소재지는 루블린이지만 루블린군에 속하지 않고 별도의 도시군으로 존재한다.
북쪽으로는 루바르투프군, 동쪽으로는 웽치나군, 시비드니크군, 크라스니스타프군, 남쪽으로는 비우고라이군, 야누프군, 남서쪽으로는 크라시니크군, 서쪽으로는 오폴레군, 푸와비군과 접한다. 16개 지방 자치체(2개 도시형 농촌, 14개 농촌)를 관할한다.

군기
군 문장